# Autoroute M0 (Hongrie)
Pour les articles homonymes, voir M0.

L'autoroute M0 est une autoroute hongroise qui fait fonction de périphérique de Budapest. Elle correspond aux routes européennes E 71 E 73 et E 75 et mesure 79 kilomètres. 
Elle relie Budaörs à l'ouest de la capitale à Budakalász au nord en contournant Budapest par l'est. Elle est cependant incomplète, il manque 29 kilomètres entre Budakalász et Budaörs. Elle est gérée par la Société de Gestion des Autoroutes Nationales (Állami Autópálya Kezelő Rt.).

## Tronçons

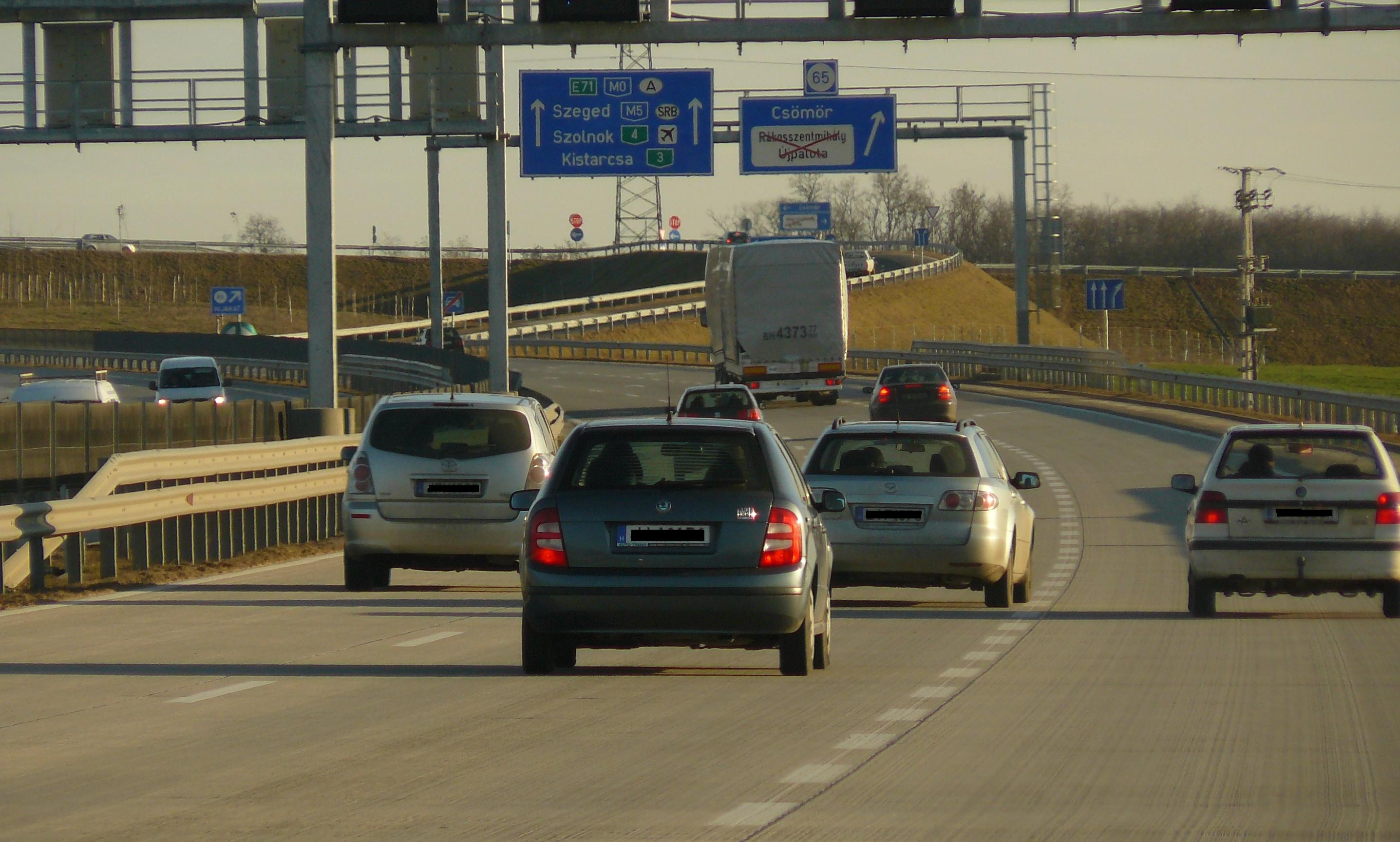
La section est de l'autoroute M0.

L'autoroute est divisée en quatre sections, dont une n'est encore qu'un projet :
- Section Sud : entre la route principale 1 et l'autoroute M5 ;
- Section Est : entre les autoroutes M5 et M3 ;
- Section Nord : entre l'autoroute M3 et la route principale 10 ;
- Section Ouest : entre les routes principales 10 et 1, le tronçon manquant.

## Histoire
C'est un professeur de l'Université polytechnique et économique de Budapest (Műegyetem), Boldizsár Vásárhelyi qui a pour la première fois émis l'idée d'une voie rapide faisant le tour de la capitale hongroise. Dans un travail publié en 1942, il réalisa le tout premier tracé d'un réseau autoroutier en Hongrie dont le contournement de Budapest, correspondant grosso modo à l'actuel. Cependant, il aura fallu attendre plusieurs décennies avant la réalisation de ces autoroutes.
Dans les années 1960, le projet était de relier les grandes artères qui sortaient de Budapest par une autoroute semblable au périphérique parisien. La décennie suivante, on prévoyait alors de repousser cette autoroute aux frontières de la capitale compte tenu de la densité toujours croissante à l'intérieur. 
La construction a finalement démarré à la fin des années 1980. Pendant cette période, l'idée de faire passer l'autoroute sous l'aéroport de Budapest avait germé mais a été abandonnée faute d'argent. Entre 1999 et 2003, des plaques de béton ont été placées tout au long de la section sud (la plus fréquentée) pour séparer les voies afin d'éviter les accidents.

## Développement
- 1988 : Ouverture du tout premier tronçon entre l'autoroute M5 et la route principale 51 au sud de la capitale dans le 23e arrondissement de Budapest.
- 1990 : Prolongement vers l'ouest jusqu'à la route principale 6 avec deux ponts au-dessus du Danube.
- 1994 : Ouverture de la dernière section ouest entre la route principale 6 et l'autoroute M1.
- 1998 : Ouverture du tronçon entre l'autoroute M3 et la route principale 2 au nord de la capitale. La construction de ce tronçon a eu de terribles conséquences sur les marécages de Dunakeszi.
- 2005 : Ouverture du tronçon entre l'autoroute M5 et la route principale 4. Cependant, pour passer de ce tronçon au tout premier ouvert en 1988, il faut passer par la M5 durant 5 kilomètres. Le raccordement des deux tronçons d'une longueur de 6 kilomètres se fera lors du prolongement de la section sud en 2013.
- 2008 : Ouverture de deux tronçons : celui entre la route principale 4 et l'autoroute M3  à l'est, le plus gros tronçon ouvert en une fois, puis celui entre les routes principales 2 et 11 au nord. Sur ce-dernier, on trouve le Pont Megyeri qui enjambe  le Danube entre Káposztásmegyer, l'île d'Óbuda et Budakalász.
- 2012 : Élargissement du tronçon entre les autoroutes M6 et M7 au sud-ouest qui passe ainsi à 2x3 voies.
- 2013 : Même réalisation sur le tronçon reliant l'autoroute M6 à la route principale 51. Enfin, le raccordement de 6 kilomètres est ouvert à la circulation fin août. L'ancien tronçon qui rejoignait la M5 a été rebaptisé en autoroute M51 et permet désormais aux véhicules ne souhaitant pas entrer dans la capitale de ne pas faire un détour supplémentaire.

## Futur
La section ouest est pour le moment inexistante. Elle devra relier la route 11 à l'autoroute M1. Selon le communiqué officiel du gouvernement en 2011, la construction du tronçon entre la route 11 et la future autoroute M10 devra se faire entre 2011 et 2016, et celui jusqu'à l'autoroute M1 entre 2017 et 2020. À deux endroits, la section traverserait la zone de protection paysagère de Buda et des tunnels devront être construits. 

## Trafic
Les chiffres journaliers et moyens sont fournis par la Société des Routes de Hongrie (Magyar Közút Zrt.).
- Section Sud : 49 678 véhicules par jour
- Section Est et Nord : 34 032 véhicules par jour

## Échangeurs, aires et sorties
|    |  | 0  |  | Budaörs                                                 |
|    |  | 1  |  | Échangeur entre M0 et : Budapest, Győr et Vienne        |
|    |  | 2  |  | Törökbálint                                             |
|    |  | 3  |  | Pont de Dulácska (180 m)                                |
|    |  | 4  |  | Échangeur entre M0 et : Budapest, Lac Balaton et Zagreb |
|    |  | 6  |  | Aire de services d’Anna-hegy                            |
| 10 |  | 9  |  | Budapest, Diósd                                         |
|    |  | 12 |  | Échangeur entre M0 et : Pécs                            |
|    |  | 13 |  | Pont au-dessus de Nagytétényi út (235 m)                |
|    |  | 14 |  | Budafok, Pécs                                           |
|    |  | 15 |  | Pont Deák Ferenc au-dessus du Danube (770 m)            |